# Szemielino
Szemielino (niem. Schöningsthal) – osada w Polsce położona w województwie zachodniopomorskim, w powiecie stargardzkim, w gminie Dolice, położona 7 km na północny zachód od Dolic (siedziby gminy) i 14 km na południowy wschód od Stargardu (siedziby powiatu).
W latach 1975–1998 miejscowość administracyjnie należała do województwa szczecińskiego.